# Mondrainville
Mondrainville – miejscowość i gmina we Francji, w regionie Normandia, w departamencie Calvados.
Według danych na rok 1990 gminę zamieszkiwało 315 osób, a gęstość zaludnienia wynosiła 99 osób/km² (wśród 1815 gmin Dolnej Normandii Mondrainville plasuje się na 581. miejscu pod względem liczby ludności, natomiast pod względem powierzchni na miejscu 1027.).